# Pierre Rodocanachi
Pierre André Emmanuel Rodocanachi (ur. 2 października 1938 w Paryżu) – francuski florecista, brązowy medalista olimpijski i dwukrotny medalista mistrzostw świata.
Na igrzyskach olimpijskich w Tokio w 1964 roku reprezentacja Francji w składzie: Jean-Claude Magnan, Daniel Revenu, Jacky Courtillat, Pierre Rodocanachi i Christian Noël zdobyła brązowy medal. Był to jego jedyny start olimpijski.
Podczas mistrzostw świata w Gdańsku w 1963 roku wspólnie z Guy Barrabino, Jean-Claude'em Magnanem, Danielem Revenu i Jackym Courtillatem zajął drużynowo trzecie miejsce. Wynik ten Francuzi z Rodocanachim w składzie powtórzyli na mistrzostwach świata w Paryżu dwa lata później.
Na igrzyskach olimpijskich w Meksyku był sędzią w turniejach indywidualnych kobiet i mężczyzn we florecie.